# Ludvig II av Anjou
Louis II av Anjou, född 1377 i Toulouse död den 29 april 1417 i Angers, var äldste son till Ludvig I och Marie av Blois. Han var arvinge till huset Valois-Anjou, vilket gjorde honom till greve av Provence 1384 till sin död och rival till Vladislav om titeln kung av Neapel, som han erövrade 1389 och höll till 1399 då kungadömet åter föll i Vladislavs händer. 

## Biografi
Ludvig II föddes i Toulouse som son till Ludvig I och ärvde honom 1384. Ludvig I:s rival, Karl III av Neapel innehade då titeln kung av Neapel. Vid Karl III:s död (1386) utvisades hans son Vladislav från kungadömet Neapel men först den 1 november 1389 kunde Ludvig II krönas till kung av Neapel. Kröningen genomfördes av motpåven Clemens VII i Avignon och Ludvig II intog kungadömet Neapel följande år. Han blev i sin tur fördriven av Vladislav år 1399.
År 1409 befriade Ludvig II Rom från Vladislavs ockupation och år 1410 anföll han, och hans allierade motpåven Johannes XXIII, Vladislav och besegrade honom vid Roccasecca 1411. Ludvig II förlorade så småningom stödet i kampen om kungadömet Neapel och han drog sig tillbaka. Ludvig II:s son Ludvig III ärvde faderns anspråk på kungakronan.
Ludvig II gifte sig med sin kusin Yolande av Aragonien år 1400 för att få möjlighet att ärva den aragonska tronen. Yolandes far Johan I av Aragonien hade dött 1396, och hennes farbror kung Martin I av Aragonien dog 1410. Ludvig II dog på sitt slott i Angers i hjärtat av Anjou och han är begraven där.

## Familj
Ludvig II och Yolande fick fem barn:
1. Ludvig III av Anjou, ärver sin fars titlar och anspråk i huset Valois-Anjou
2. René I av Neapel, ärver sin brors titlar och anspråk i huset Valois-Anjou
3. Karl av Maine (1414–1472), greve av Maine
4. Marie av Anjou (1404–1463), gift 1422 med Karl VII av Frankrike
5. Yolande (1412–1440), gift 1431 med Frans I av Bretagne